# Club Carlos A. Mannucci
Club Social y Deportivo Carlos A. Mannucci – peruwiański klub piłkarski z siedzibą w mieście Trujillo, stolicy regionu La Libertad.

## Osiągnięcia
- Copa Perú (2): 1968, 1969
- Mistrz regionu w Copa Perú (Campeón Regional de la Copa Perú) (3): 1968, 1969, 1973
- Mistrz regionu La Libertad (Campeón Departamental de La Libertad) (5): 1967, 1973, 1982, 1996, 2000
- Mistrz ligi dystryktu Trujillo (Campeón Distrital de Trujillo) (10): 1967, 1973, 1982, 1996, 1998, 2000, 2002, 2006, 2007, 2008

## Historia
Club Social y Deportivo Carlos A. Mannucci założony został 16 listopada 1959 roku przez grupę siadkarzy z myślą podnoszenia poziomu sportowego mieszkańców miasta Trujillo. Inspiracją dla nazwy klubu był zmarły w 1956 roku Carlos Alberto Mannucci Finochetti.
Początkowo w klubie istniały tylko sekcje siatkówki i koszykówki. Sekcja piłkarska powstała w roku 1963, gdy klub wykupił miejsce w lidze dystryktu Trujillo od mającego problemy finansowe klubu z miejscowości Mariscal Castilla.
W roku 1967 klub wygrał ligę Trujillo, co dało mu prawo do gry w Copa Perú w roku 1968. Zwycięstwo w Copa Perú dało klubowi prawo gry w pierwszej lidze (Primera división peruana) w 1969 roku.
Jako beniminek spisali się całkiem nieźle i na 16 klubów zajęli w pierwszej lidze 9. miejsce. W sezonie tym jednak obowiązywały takie zasady, że z ligi spadał jeden klub z Limy i jeden klub z prowincji. Tak się złożyło, że Manucci, choć w lidze był dziewiąty, spośród biorących w niej udział klubów prowincjonalnych był ostatni i dlatego spadł z ligi. Po wygraniu Copa Perú w roku 1969 Manucci drugi raz pojawił się w pierwszej lidze w 1970 roku.
Manucci rozegrał w pierwszej lidze dwa udane seaony w 1970 i 1971 roku, jednak w 1972 roku pozbawiony finansowego wsparcia swego sponsora, firmy "Carlos A. Mannucci", klub spadł z pierwszej ligi i wrócił do rozgrywek w lidze dystryktu Trujillo.
W roku 1973 Manucci został pozbawiony finansowego wsparcia, a przed ostatecznym upadkiem uratował klub Alex Neciosup Alcantara, który przejął nad nim opiekę. W tym samym roku drużyna wygrała mistrzostwa dystryktu Trujillo i ponownie wystartowała w Copa Perú. Tutaj klub spisywał się bardzo dobrze i w finale regionu Cajamarca pokonał klub UTC Cajamarca. W tym sezonie nie trzeba było wygrywać całego turnieju by dostać się do pierwszej ligi - wystarczyło jedynie zwyciężyć w swoim regionie. To pozwoliło klubowi Manucci kolejny raz wystąpić w pierwszej lidze peruwiańskiej.

## Aktualny skład
Stan z 26 grudnia 2009 roku 
| Nr | Poz. | Piłkarz          |
| -- | ---- | ---------------- |
|    | BR   | Isaac Cuya       |
|    | BR   | Juan Pretell     |
|    | BR   | César Carrero    |
|    | OB   | Juan Herrera     |
|    | OB   | Percy Ventura    |
|    | OB   | Jose Algarate    |
|    | OB   | Carlos Melendez  |
|    | OB   | Miguel Alvarado  |
|    | NA   | Marco Llave      |
|    | OB   | Yao Silva        |
|    | PO   | Victor Andonaire |
|    | PO   | Carlos Rodriguez |

| Nr | Poz. | Piłkarz         |
| -- | ---- | --------------- |
|    | PO   | Michael Caján   |
|    | PO   | Juan Paico      |
|    | PO   | Jefrey Real     |
|    | PO   | Andres López    |
|    | PO   | Erick Arevalo   |
|    | PO   | Franklin Pardo  |
|    | PO   | Rene Ulloa      |
|    | PO   | Dammert Vázquez |
|    | NA   | Janio Posito    |
|    | NA   | Angelo Mannucci |
|    | NA   | Hernan Cancino  |